# Esqui estilo livre nos Jogos Olímpicos de Inverno de 2018 - Aerials feminino
A competição do aerials feminino do esqui estilo livre nos Jogos Olímpicos de Inverno de 2018 ocorreu entre os dias 15 e 16 de fevereiro no Parque de Neve Phoenix, em Pyeongchang.

## Medalhistas
| Ouro   | BLR Hanna Huskova |
| Prata  | CHN Zhang Xin     |
| Bronze | CHN Kong Fanyu    |

## Programação
Horário local (UTC+9).
| Data            | Horário | Evento         |
| --------------- | ------- | -------------- |
| 15 de fevereiro | 20:00   | Qualificação 1 |
| 15 de fevereiro | 20:45   | Qualificação 2 |
| 16 de fevereiro | 20:00   | Final 1        |
| 16 de fevereiro | 20:29   | Final 2        |
| 16 de fevereiro | 20:52   | Final 3        |

## Resultados

### Qualificação

#### Qualificação 1
Na primeira rodada de classificação, as seis primeiras atletas classificam-se diretamente à final. As atletas restantes disputam a qualificação 2.
| Pos. | Ordem | Atleta                       | Pontuação | Notas |
| ---- | ----- | ---------------------------- | --------- | ----- |
| 1    | 9     | OAR Alexandra Orlova         | 102.22    | Q     |
| 2    | 2     | BLR Hanna Huskova            | 100.45    | Q     |
| 3    | 1     | CHN Xu Mengtao               | 99.37     | Q     |
| 4    | 3     | OAR Kristina Spiridonova     | 97.64     | Q     |
| 5    | 6     | AUS Danielle Scott           | 93.76     | Q     |
| 6    | 29    | CHN Zhang Xin                | 90.24     | Q     |
| 7    | 12    | CHN Kong Fanyu               | 89.77     |       |
| 8    | 16    | OAR Liubov Nikitina          | 88.83     |       |
| 9    | 17    | USA Madison Olsen            | 87.88     |       |
| 10   | 19    | UKR Olga Polyuk              | 82.21     |       |
| 11   | 13    | USA Ashley Caldwell          | 81.81     |       |
| 12   | 22    | KAZ Zhanbota Aldabergenova   | 81.07     |       |
| 13   | 20    | CHN Yan Ting                 | 80.95     |       |
| 14   | 27    | KAZ Marzhan Akzhigit         | 79.17     |       |
| 15   | 11    | BLR Alla Tsuper              | 77.90     |       |
| 16   | 18    | CAN Catrine Lavallée         | 73.08     |       |
| 17   | 8     | USA Kiley McKinnon           | 72.26     |       |
| 18   | 5     | AUS Lydia Lassila            | 66.27     |       |
| 19   | 7     | AUS Laura Peel               | 64.86     |       |
| 20   | 10    | OAR Alina Gridneva           | 60.16     |       |
| 21   | 26    | KAZ Akmarzhan Kalmurzayeva   | 58.58     |       |
| 22   | 14    | AUS Samantha Wells           | 54.28     |       |
| 23   | 28    | KAZ Ayana Zholdas            | 51.01     |       |
| 24   | 4     | BLR Aliaksandra Ramanouskaya | 38.85     |       |
| 25   | 30    | KOR Kim Kyoun-geun           | 35.67     |       |

#### Qualificação 2
Na segunda rodada de classificação as seis primeiras atletas se classificam à final.
| Pos. | Ordem | Atleta                       | 1ª rodada | 2ª rodada | Melhor | Notas |
| ---- | ----- | ---------------------------- | --------- | --------- | ------ | ----- |
| 1    | 11    | BLR Alla Tsuper              | 77.90     | 99.37     | 99.37  | Q     |
| 2    | 12    | CHN Kong Fanyu               | 89.77     | 95.17     | 95.17  | Q     |
| 3    | 7     | AUS Laura Peel               | 64.86     | 89.46     | 89.46  | Q     |
| 4    | 16    | OAR Liubov Nikitina          | 88.83     | 84.24     | 88.83  | Q     |
| 5    | 8     | USA Kiley McKinnon           | 72.26     | 87.88     | 87.88  | Q     |
| 6    | 17    | USA Madison Olsen            | 87.88     | 80.04     | 87.88  | Q     |
| 7    | 22    | KAZ Zhanbota Aldabergenova   | 81.07     | 85.36     | 85.36  |       |
| 8    | 4     | BLR Aliaksandra Ramanouskaya | 38.85     | 83.65     | 83.65  |       |
| 9    | 20    | CHN Yan Ting                 | 80.95     | 82.94     | 82.94  |       |
| 10   | 19    | UKR Olga Polyuk              | 82.21     | 55.50     | 82.21  |       |
| 11   | 13    | USA Ashley Caldwell          | 81.81     | 55.86     | 81.81  |       |
| 12   | 27    | KAZ Marzhan Akzhigit         | 79.17     | 70.20     | 79.17  |       |
| 13   | 18    | CAN Catrine Lavallée         | 73.08     | 71.34     | 73.08  |       |
| 14   | 5     | AUS Lydia Lassila            | 66.27     | 63.45     | 66.27  |       |
| 15   | 10    | OAR Alina Gridneva           | 60.16     | 60.98     | 60.98  |       |
| 16   | 26    | KAZ Akmarzhan Kalmurzayeva   | 58.58     | 47.32     | 58.58  |       |
| 17   | 14    | AUS Samantha Wells           | 54.28     | 58.27     | 58.27  |       |
| 18   | 28    | KAZ Ayana Zholdas            | 51.01     | 57.98     | 57.98  |       |
| 19   | 30    | KOR Kim Kyoun-geun           | 35.67     | 44.20     | 44.20  |       |

### Finais
Na fase final são três rodadas de saltos, com três esquiadoras sendo eliminadas após a primeira rodada e outras três eliminadas após a segunda rodada. A terceira rodada é decisiva e é composta por seis atletas.
| Pos. | Ordem | Atleta                   | 1ª rodada | Pos. | 2ª rodada   | Pos.        | 3ª rodada   | Pos.        |
| ---- | ----- | ------------------------ | --------- | ---- | ----------- | ----------- | ----------- | ----------- |
| 01 ! | 2     | BLR Hanna Huskova        | 94.15     | 1    | 85.05       | 4           | 96.14       | 1           |
| 02 ! | 29    | CHN Zhang Xin            | 87.25     | 6    | 94.11       | 2           | 95.52       | 2           |
| 03 ! | 12    | CHN Kong Fanyu           | 89.77     | 4    | 97.29       | 1           | 70.14       | 3           |
| 4    | 11    | BLR Alla Tsuper          | 90.82     | 3    | 84.00       | 5           | 59.94       | 4           |
| 5    | 7     | AUS Laura Peel           | 85.05     | 9    | 85.65       | 3           | 55.34       | 5           |
| 6    | 17    | USA Madison Olsen        | 85.36     | 8    | 83.23       | 6           | 47.23       | 6           |
| 7    | 16    | OAR Liubov Nikitina      | 85.68     | 7    | 80.01       | 7           | Não avançou | Não avançou |
| 8    | 9     | OAR Alexandra Orlova     | 89.28     | 5    | 61.25       | 8           | Não avançou | Não avançou |
| 9    | 1     | CHN Xu Mengtao           | 91.00     | 2    | 59.25       | 9           | Não avançou | Não avançou |
| 10   | 8     | USA Kiley McKinnon       | 80.95     | 10   | Não avançou | Não avançou | Não avançou | Não avançou |
| 11   | 3     | OAR Kristina Spiridonova | 57.64     | 11   | Não avançou | Não avançou | Não avançou | Não avançou |
| 12   | 6     | AUS Danielle Scott       | 57.01     | 12   | Não avançou | Não avançou | Não avançou | Não avançou |

Legenda
| Recorde mundial      | Recorde mundial (World record)               |                       | Recorde africano                      | Recorde africano (African) |                                           | Q | Classificado por posição (Qualified) |
| Recorde olímpico     | Recorde olímpico (Olympic record)            | Recorde da América    | Recorde da América (Americas)         | q                          | Classificado por melhor tempo (Qualified) |   |                                      |
| Melhor marca do ano  | Melhor marca do ano (World leading)          | Recorde asiático      | Recorde asiático (Asian)              | DNS                        | Não largou (Did not start)                |   |                                      |
| Recorde nacional     | Recorde nacional (National record)           | Recorde europeu       | Recorde europeu (European)            | DNF                        | Não terminou (Did not finish)             |   |                                      |
| Recorde pessoal      | Recorde pessoal do atleta (Personal best)    | Recorde da Oceania    | Recorde da Oceania (Oceania)          | DSQ / DQ                   | Desclassificado (Disqualified)            |   |                                      |
| Recorde da temporada | Recorde da temporada do atleta (Season best) | Recorde sul-americano | Recorde sul-americano (South America) | NM                         | Sem marca (No mark)                       |   |                                      |